# Eupithecia microptilota
Eupithecia microptilota là một loài bướm đêm trong họ Geometridae.